# Quốc gia trung lập

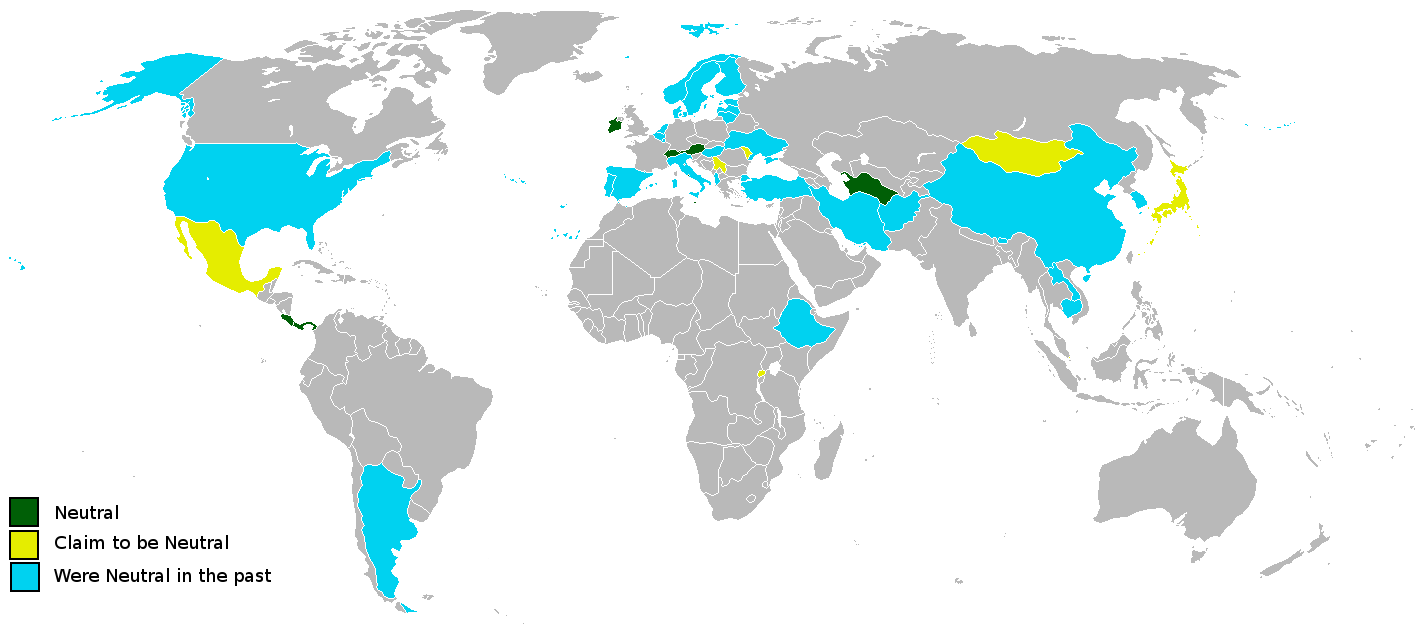
Bản đồ thế giới chỉ các quốc gia: các quốc gia trung lập màu xanh lá cây, các quốc gia tự nhận là trung lập màu vàng, các quốc gia trung lập trong quá khứ màu xanh nước biển.

Một quốc gia trung lập trong một cuộc chiến tranh là một quốc gia có chủ quyền tuyên bố trung lập với các bên tham chiến. Một quốc gia không tham chiến không cần phải là một quốc gia trung lập. Quyền lợi và trách nhiệm của một quốc gia trung lập được định nghĩa trong Mục 5 và 13 của Công ước Hague 1907. Một quốc gia trung lập dài hạn là một quốc gia có chủ quyền bị ràng buộc bởi hiệp ước quốc tế để trở thành trung lập trước các bên tham chiến và chiến sự mai sau. Khái niệm về trung lập trong chiến tranh được định nghĩa rất hạn hẹp và thường đưa ra những hạn chế cụ thể với bên trung lập để giành được quyền công nhận quốc tế về vai trò trung lập.
Chủ nghĩa trung lập hay chính sách trung lập là một vị thế chính sách ngoại giao khi một quốc gia có ý định giữ vai trò trung lập trong các cuộc chiến tranh trong tương lai. Theo đuổi chính sách ngoại giao không liên kết, hay đúng hơn là việc tránh tham gia các liên minh quân sự, là một cách thực thi chính sách trung lập. Một quốc gia có thể duy trì quyền tham chiến nếu bị tấn công bởi một phe tham chiến khác thì gọi là trung lập vũ trang (tiếng Anh: armed neutrality).

## Quyền lợi và trách nhiệm của quốc gia trung lập
Phe tham chiến không xâm lược lãnh thổ trung lập, và sự tự vệ trước những âm mưu xâm lược không bị xem là xâm phạm tính trung lập của quốc gia đó.
Một quốc gia trung lập phải bắt giữ quân của phe tham chiến khi những người này xâm nhập lãnh thổ, nhưng không được bắt những tù nhân chiến tranh bỏ trốn. Quân đội phe tham chiến không tuyển mộ dân của quốc gia trung lập, nhưng công dân quốc gia trung lập có thể ra nước ngoài để nhập ngũ. Quân lính và trang bị chiến tranh không vận chuyển qua lãnh thổ trung lập, nhưng quân lính bị thương thì có thể được phép. Một quốc gia trung lập có thể cung cấp các phương tiện truyền thông cho các bên tham chiến nhưng không được cung cấp vật phẩm chiến tranh, dù quốc gia trung lập không bị cấm xuất khẩu vật phẩm chiến tranh.
Tàu hải quân của bên tham chiến có thể sử dụng cảng trung lập trong tối đa 24 giờ, dù bên trung lập có thể đặt ra các hạn chế khác nhau. Trường hợp ngoại lệ là khi phải sửa chữa thiết bị cần thiết để trở lại biển - hoặc nếu một tàu chiến của phe tham chiến đối địch cũng đang ở trong cảng, trong trường hợp đó nó cần có 24 tiếng khởi đầu. Nếu tàu bị bắt bởi bên tham chiến trong hải phận của quốc gia trung lập thì bên tham chiến phải giao cho bên trung lập và bên trung lập phải bắt giữ thủy thủ đoàn.

## Liên kết
- Declaration for the Purpose of establishing Similar Rules of Neutrality, with Annexes
- The British Government's note affirming its neutrlality in the French-Prussian War of 1871, and answering Prussian allegations of a hidden pro-French bias